# Treason Act 1351
Il Treason Act 1351 è un decreto del Parlamento inglese che stabilisce quali azioni che possono essere considerate tradimento. È stato emesso nel 25º anno del regno di Edoardo III ed è intitolato "Una dichiarazione dei reati che saranno considerati tradimento". Il decreto è stato usato per l'ultima volta nel 1946 per condannare William Joyce, che aveva collaborato con i tedeschi durante la seconda guerra mondiale.

## Contenuto
L'Atto distingue due forme di tradimento: alto tradimento e tradimento minore (o petit treason). Il primo era la slealtà verso la patria, l'altro la slealtà verso un superiore. La differenza era che nell'alto tradimento era prevista la confisca dei beni che andavano alla corona, mentre nel piccolo tradimento i beni andavano al Lord del traditore. In entrambi i casi comunque era prevista la pena di morte.
Precisamente il piccolo tradimento era l'omicidio di un superiore legale: se un servo uccideva il padrone, una moglie uccideva il marito o qualcuno uccideva il suo prelato. Fu abolito nel 1828.
Una persona può essere accusata di alto tradimento se:
- "spera o immagina" la morte del Re, sua moglie, i suoi figli o eredi;
- violenta i compagni del Re, la figlia più grande del re se nubile o la nuora del Re o l'erede;
- muove guerra al Re, si associa ai nemici del re o da loro aiuto;
- contraffaceva il Gran Sigillo, il Sigillo Privato o una delle monete del Re (reato ridotto a fellonia nel 1861);
- importava monete inglesi contraffatte (reato ridotto a fellonia nel 1861)
- uccide il Lord Cancelliere, il Tesoriere, un giudice del re o altri importanti ufficiali della Corona: